# 德尔菲法
德爾菲法（Delphi method）是一種結構化的決策支持技術，它的目的是在訊息收集過程中，通過多位專家的獨立的反复主觀判斷，獲得相對客觀的訊息、意見和見解。
調查組通過匿名方式對選定專家組進行多輪意見徵詢。調查組對每一輪的專家意見進行匯總整理，並將整理過的材料再寄給每位專家，供專家們分析判斷，專家在整理後材料的基礎上提出新的論證意見。如此多次反复，意見逐步趨於一致，得到一個比較一致的並且可靠性較大的結論或方案。
德爾菲法的要點是：被徵詢意見的專家採用匿名發表意見，專家之間不可互相討論，不發生橫向聯繫。從而避免專家意見向少數影響大的專家意見趨同。

## 歷史
德爾菲法是在冷戰初期發展起來的，當時主要用來預測科技對戰爭的影響。

### 實際操作
第一輪通常會詢問三條到四條與主題有關的開放性問題；研究者立刻分析不同專家的意見，並且總結出一份來自不同專家意見的問卷，
並且在第二輪再次詢問不同學者對不同意見或者影響的意見，包括是否認同及認爲該宣稱對者特定議題有多重要。
在第三輪，他們需要給予自身對各專家意見的排序，從而判斷不同的影響是否重要

### 準確性
該研究方法所得出的研究結果好壞參半。